# نقض حقوق کارگران در جمهوری اسلامی ایران
حقوق شمار چشمگیری از کارگران توسط نظام جمهوری اسلامی ایران، نقض شده‌است که از سوی برخی از رسانه‌های خبری و سازمان‌های پشتیبان حقوق بشر، گزارش شده‌است و در این نوشتار، بخش‌هایی از آن گزارش‌ها آمده‌است.

## پیشینهٔ نقض حقوق کارگران
در حکومت جمهوری اسلامی، حقوق انسانی کارگرانِ به ویژه معترض و زندانی، مانند حقوق انسانی معلمان، استادان دانشگاه، کنشگران سیاسی و مدنی و اقلیت‌های عقیدتی…، روزانه، نقض می‌شود. فعالان حقوق کارگران، مانند کارگران معترض در ایران، به دلیل اعتراض به نقض حقوق انسانی و صنفی‌شان، معمولاً، با سرکوب، روبه‌رو می‌شوند.
برخی از قانون‌های حکومت جمهوری اسلامی، ناقض حقوق کارگران است. حقوق کارگران در حکومت جمهوری اسلامی، بسیار پایین‌تر از خط فقر است. کارگران با توجه به بحران اقتصادی، بیکاری، فقر، گرانی، تحریم‌ها و نیز سرکوب حکومتی در برزخ مرگ و زندگی، قرار دارند. از سال‌های ۱۳۶۰ تا ۱۳۶۲ خورشیدی، فعالان جنبش کارگری در ایران، به بهانهٔ ارتباط با احزاب کمونیستی و ضدانقلاب، بازداشت و شکنجه شده و به شدت، سرکوب می‌شدند.
در سال‌های اخیر، اعتراضات کارگران، مانند اعتراضات معلمان و کشاورزان و بازنشستگان…، به اعتراضاتی مداوم، تبدیل شده‌است به گونه‌ای که در سال ۱۳۹۷، روزانه، ۱۷ گردهمایی اعتراض‌آمیز، برگزار می‌شد. وضعیت کارگران در دورهٔ جمهوری اسلامی، بدتر از دورهٔ قبل (پهلوی) شده‌است.

## آمار و وضعیت کارگری در جمهوری اسلامی
بیش از چهل میلیون نفر در ایران جزو خانوارهای کارگری، به‌شمار می‌آیند که نزدیک به ۱۰ میلیون تن از آنان «کارگر زیرزمینی» هستند که حقوق بسیار کمی، دریافت می‌کنند.

### جایگاه پایین جمهوری اسلامی
حکومت جمهوری اسلامی، از جهت رعایت نکردن حقوق کارگران، در رتبهٔ قرمز، جای دارد.

## نقض حقوق زنان
به دلیل نبود شرایط مناسب فرهنگی و اجتماعی…، حقوق کارگران زن در ایران، نقض می‌شود؛ از جمله، در قالب کار سخت، ساعات طولانی کار، مزد ناکافی و در موارد قابل توجهی، پرداخت نشدن حق بیمه…

## اعدام، ترور یا مرگ در زندان
1. شاهرخ زمانی؛ کمونیست و یک فعال کارگری و زندانی سیاسی بود که در پنجمین سال حبس بدون مرخصی خود، در زندان جمهوری اسلامی درگذشت. وی در سال ۱۳۹۰ به اتهام تلاش برای تشکیل سندیکای کارگری، به ۱۱ سال زندان، محکوم شده بود. او مدتی در سلول انفرادی بوده و نیز اعتصاب غذا هم کرده بود. وی حتی برای ازدواج دخترش و درگذشت مادرش هم، اجازهٔ مرخصی نیافت. شاهرخ زمانی در گذشته نیز به دلیل فعالیت‌های سیاسی کارگری‌اش ۱۸ ماه، زندانی شده بود.[۱۸]

## احضار، بازداشت، شکنجه و زندان

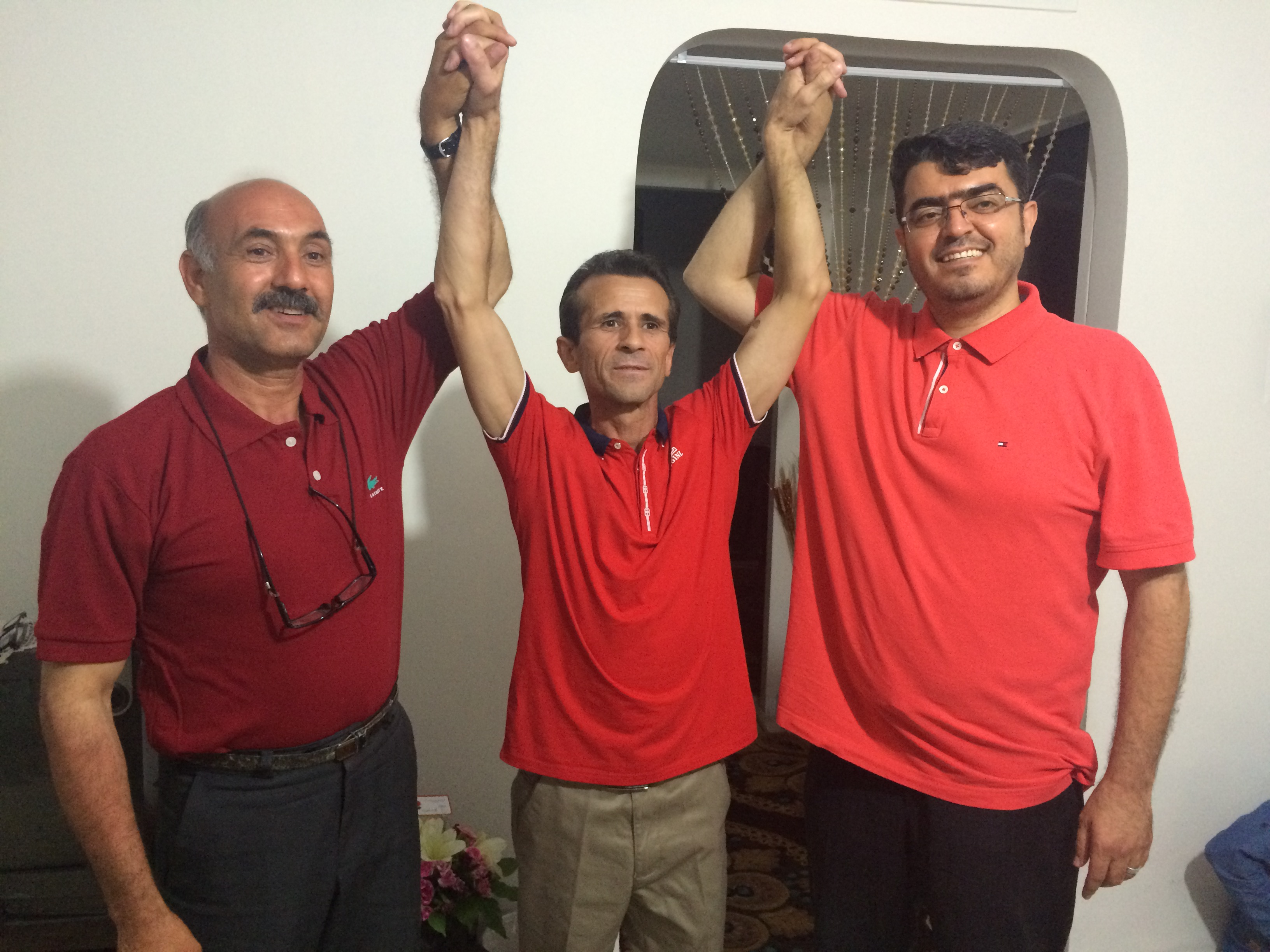
اسماعیل عبدی، جعفر عظیم‌زاده و رسول بداقی پس از آزادی از زندان اوین

### آمار دستگیری‌ها و اخراج‌ها در سال ۱۳۹۹
در سال ۱۳۹۹ خورشیدی، ۱٫۳۳۱ مورد اخراج و تعدیل، ۴٫۲۲۴ مورد بیکار شدن از کار، ۲۸٫۴۹۳ مورد نبود بیمهٔ کار برای کارگران و بیش از ۴٫۲۰۰ مورد بلاتکلیفی در حوزهٔ کار، از آمارهای مربوط به کارگران ایران در سال ۱۳۹۹ است.

### بازداشت برخی از فعالان کانون مدافعان حقوق کارگر
دو تن از اعضای کانون مدافعان حقوق کارگر به نام‌های علی‌رضا ثقفی و اصغر فیروزی به‌دست مأموران امنیتی بازداشت شدند.

### آزار اعضای اتحادیه‌های مستقل کارگری
اعضای اتحادیه‌های مستقل (غیر حکومتی) کارگری، توسط حکومت جمهوری اسلامی، احضار، بازداشت و زندانی… می‌شوند.

### بازداشت اعضای برجستهٔ «اتحادیه سراسری کارگران اخراجی و بیکار»
جعفر عظیم‌زاده (دبیر هیئت مدیرهٔ «اتحادیه آزاد کارگران ایران»)، شاپور احسانی‌راد، پروین محمدی، جمیل محمدی و جوان‌میر مرادی، از اعضای برجستهٔ «اتحادیه سراسری کارگران اخراجی و بیکار» -که اتحادیه‌ای غیر حکومتی است-به دلیل فعالیت‌های صنفی، به دست مأموران امنیتی، بارها احضار و بازداشت شدند.

### موارد دیگر
1. در آبان ۱۳۹۷، ۱۵ تن از کارگران یکی از شرکت‌های شهر اراک، در مجموع، به ۱٫۱۱۰ ضربه شلاق و ۲۴ سال و ۶ ماه حبس، محکوم شدند.[۲۲]
2. در آبان ۱۳۹۷، ۱۵ تن از کارگران پتروشیمی شهر ایلام، روی هم رفته، به ۹ سال حبس و ۱٫۱۱۰ ضربه شلاق، محکوم شدند.[۲۲]
3. جعفر عظیم‌زاده، دبیر هیئت مدیرهٔ «اتحادیه آزاد کارگران ایران»، از ۱۰ اردیبهشت ۱۳۹۵، در اعتراض به رفتار نامناسب امنیتی با فعالان صنفی، در زندان اوین، اعتصاب غذا کرد.[۲۲]
4. آنیشا اسداللهی (فعال جنبش کارگری)، مرضیه امیری (خبرنگار و دانشجو)، ندا ناجی (فعال مدنی و کنشگر در زمینهٔ حقوق زنان و کارگران) و عاطفه رنگریز (کنشگر مدنی و فعال در زمینهٔ حقوق زنان) در ۱۱ اردیبهشت ۱۳۹۸ و روز جهانی کارگر، بازداشت شدند.[۲۳]
5. اسماعیل بخشی (کنشگر کارگری)، همانند سپیده قلیان (فعال مدنی) و امیر امیرقلی (روزنامه‌نگار) به زندان اوین، منتقل شدند.[۲۴]
6. اسماعیل گرامی؛ در ۱۴ فروردین ۱۴۰۰، چند مأمور امنیتی با رفتن به خانهٔ اسماعیل گرامی (کارگر بازنشسته و فعال صنفی بازنشستگان) از او خواستند که فراخوان اعتراضات صبح یکشنبه ۱۵ فروردین بازنشستگان را لغو کند که در پی مخالفتش با این درخواست، مأموران، پس از بازرسی خانه‌اش وسایل شخصی‌اش را با خود بردند.[۲۵] وی در اسفند ۱۳۹۹ نیز در پی اعتراضات بازنشستگان، شبانه، بازداشت شد.[۲۶]
7. در سال ۱۳۹۹ خورشیدی، ۴۶ کارگر معترض، روی هم رفته، به ۶۳۶ ماه حبس، ۳٫۱۰۸ ضربه شلاق، محکوم شدند و همچنین، بیش از ۵۰ کارگر معترض دیگر، به مراجع قضایی و امنیتی، احضار شدند.[۱۹]
8. در دی سال ۱۳۹۹، آرش جوهری، فعال جنبش کارگری، به اتهام «اجتماع و تبانی علیه امنیت کشور»، «اداره کردن دسته‌جات غیرقانونی» و «تبلیغ علیه نظام» به ۱۶ سال حبس، محکوم شد.[۱۹]
9. در مهر ۱۳۹۹، مهران رئوف، شهروند ایرانی-بریتانیایی و فعال در زمینهٔ حقوق کارگران، به دست مأموران سپاه پاسداران انقلاب اسلامی بازداشت شد.[۱۹]
10. در سال ۱۳۹۹ خورشیدی، برای ده‌ها کارگر معترض به نام‌های اعظم (نسرین) خضر جوادی، ناهید خداجو، پروین محمدی، رسول طالب مقدم، داوود رفیعی، شاپور احسانی‌راد، اسماعیل گرامی، مهران رئوف، علی اسحاق، سجاد شکری، آرش جوهری، کامران ساختمان‌گر، هاله صفرزاده، علی‌رضا ثقفی (همسر هاله صفرزاده)، جوان‌میر مرادی، علی نجاتی، مازیار سیدنژاد، روی هم رفته، حکمِ بیش از ۶۰ سال حبس و نیز برای برخی، به همراه حکم شلاق، صادر شد.[۲۷]
11. در ۲۶ آذر ۱۳۹۷، برخی از کارگران یکی از شرکت‌های شهر اهواز-که بیش از یک ماه بود که گردهمایی اعتراضی برگزار می‌کردند-بازداشت شدند.[۲۸]
12. در ۱۴ اسفند ۱۴۰۰، هیراد پیربداقی، فعال کارگری، به اتهام «فعالیت تبلیغی علیه نظام و اجتماع و تبانی علیه امنیت کشور» به ۴ سال و ۸ ماه حبس تعزیری، دو سال محرومیت از عضویت گروه‌های سیاسی و اجتماعی و دو سال ممنوعیت خروج از کشور محکوم شد.[۲۹]

## فعالیت‌ها و اعتراضات و نیز سرکوب اعتراضات

### اعتراضات بزرگ چند صد هزار نفری ۱۱ اردیبهشت ۱۳۵۸
سید روح‌الله خمینی پیش از انقلاب ۱۳۵۷ و دستیابی به قدرت، وعده‌های گوناگونی به طبقات فرودست جامعه ایران، از جمله، کارگران داد:
«دلخوش نباشید که مسکن، فقط می‌سازیم؛ [بلکه] آب و برق را مجانی می‌کنیم؛ اتوبوس را [هم] مجانی می‌کنیم…».
 ولی در ۱۱ اردیبهشت (روز جهانی کارگر) ۱۳۵۸، یکی از بزرگ‌ترین اعتراضات کارگران ایران بر ضد بیکاری و استثمار، روی داد.

### فعالیت‌های ۱۳۵۸
روز جمعه ۲۸ دی ۱۳۵۸ عباس عمانی، کارگر که مشغول چسباندن پوسترهای تبلیغات انتخاباتی مجاهدین بود با ضربه‌های چماق کشته شد.

### اعتراضات ۱۳۶۹ و ۱۳۷۰
از سال ۱۳۶۹ تا اسفند ۱۳۷۰، چند اعتراض مهم، از جمله، اعتراضات کارگران شرکت نفت، انجام شد.

### اعتراضات پی در پی کارگری ۱۳۹۶
در سال ۱۳۹۶ خورشیدی، به ویژه در ماه‌های خرداد، دی، بهمن و اسفند، ده‌ها اعتراض کارگری، برگزار شد.

### اعتراضات پیاپی و سراسری کارگری ۱۳۹۷
در سال ۱۳۹۷ خورشیدی، به ویژه در ماه‌های شهریور، مهر و آبان، اعتراض کارگری، با اثرپذیری از اعتراضات سراسری دی ۱۳۹۶، گسترشی چشمگیر و تا اندازه‌ای سراسری یافت.

#### اعتراضات کارگری ۱۳۹۷ خوزستان
«چهار کارگر، خودسوزی کردند، تنها برای [نگرفتن دستمزدشان یعنی] یک میلیون و دویست هزار تومان! لعنت به این زندگی!» (بخشی از گفتار اعتراضی اسماعیل بخشی در اعتراضات کارگری ۱۳۹۷ خوزستان)

در سال ۱۳۸۷ در خوزستان برخی از کارگران، اعتراضاتی پیاپی نمودند که با سرکوب و بازداشت و شکنجه، روبه‌رو شد؛ هر چند تهدیدها و سرکوب‌ها، بعدها بر شمار معترضان افزود.

### اعتراضات کارگری ۱۳۹۸
با اینکه در نیمهٔ نخست سال ۱۳۹۸، اعتراضات کارگران، چشمگیر بود؛ ولی در نیمهٔ دوم آن، به دلیل کشتار معترضان در اعتراضات سراسری آبان ۱۳۹۸ و نیز فراگیر شدن کروناویروس، اعتراضات در نیمهٔ دوم سال، کاهش یافت؛ هر چند اعتراضات در سال ۱۳۹۹، با وجود سرکوب شدیدتر و نیز شیوع ویروس مرگ‌بار کرونا افزایش یافت.

#### آمار و شیوه‌های اعتراض در سال ۱۳۹۸
1. گردهمایی و اعتصاب: ۱٫۰۸۸ مورد؛[۲۲]
2. فرستادن نامه و رسانه‌ای کردن مشکلات: ۱۷۱؛[۲۲]
3. بستن جاده یا در ورودی محل کار و نیز تجمع روی ریل قطار: ۱۳ مورد؛[۲۲]
4. راهپیمایی در سطح شهر: ۹ مورد؛[۲۲]
5. تحریم انتخابات اداری یا گردهمایی‌های هم‌زمان: ۲۵ مورد؛[۲۲]
6. انجام اعتراض به همراه خانواده: ۱۱ مورد.[۲۲]

### اعتراضات کارگری ۱۳۹۹
در سال ۱۳۹۹، اعتراضات و اعتصابات کارگری مانند سال‌های پیش، ادامه یافت و بخش‌های دیگر جامعه، مانند بازنشستگان، مال‌باختگان بورس و معلمان نیز به اعتراضات پیوستند.

#### آمار اعتراضات ۱۳۹۹
در بخشی از سال ۱۳۹۹ خورشیدی، ۱۱۱ (صد و یازده) گردهمایی اعتراضی کارگری، برگزار شده‌است.
اعتراضات در سال ۱۳۹۹، با وجود سرکوب بیشتر و نیز شیوع ویروس مرگ‌بار کرونا افزایش یافت به گونه‌ای که بر پایهٔ گزارش «اتحاد بین‌المللی در حمایت از کارگران در ایران»، روی هم رفته، ۱٫۷۷۹ اعتراض (خُرد و کلان) کارگری در ایران، انجام شد که بالاترین رقم در ۷ سال گذشتهٔ ایران است.

### اعتراضات دیگر
1. از اعتراضات دی ۱۳۹۶ ایران به بعد، اعتراض مستمر کارگران ایران در استان‌های گوناگون و نیز ایجاد تشکل‌های مستقل کارگری، به چالش امنیتی حکومت جمهوری اسلامی، تبدیل شده‌است.[۴۰]
2. کارگران در اعتراضات آبان ۱۳۹۸ ایران-که در پی آن، ۱۵۰۰ تن، کشته شدند[۴۱][۴۲][۴۳][۴۴]-یکی از گروه‌های (مهمّ) معترضان بودند که البته این اعتراضات، به شدت، سرکوب شد.[۴۵]
3. در ۱۵ فروردین ۱۴۰۰، بازنشستگان سازمان تأمین اجتماعی، از جمله، بازنشستگان کارگر در بیش از ۲۰ شهر ایران، همچون: تهران، کرج، گرگان، اراک، شوش، سنندج، رشت، کرمان، شیراز، نیشابور، ساری، اردبیل، تبریز، اصفهان، خرم‌آباد و ایلام…،[۴۶] به فقر و گرانی و پایین بودن دستمزد…، اعتراض کردند.[۴۷]
4. کارگران در ۱۱ اردیبهشت ۱۴۰۰، در شهرهایی از ایران، از جمله، تهران، تبریز، ارومیه، مشهد، رشت، سنندج، اراک و شوش…، اعتراضاتی کردند که توسط حکومت جمهوری اسلامی سرکوب شدref>>«سرکوب و بازداشت کارگران در روز جهانی کارگر را شدیداً محکوم می‌کنیم». عصر نو.</ref> و همچنین ۳۰ تن از کارگران معترض، بازداشت شدند.[۱۹]
5. در ۱۷ اسفند ۱۳۹۹، کارگران و بازنشستگان در بیش از ۱۰ شهر ایران، همچون: تهران، کرج، اصفهان، اهواز، مشهد، تبریز، رشت، اراک، کرمانشاه و قزوین…، به اعتراضت پرداختند که این اعتراضات با حملهٔ نیروی انتظامی جمهوری اسلامی، همراه با ضرب و شتم و بازداشت برخی از معترضان، سرکوب شد.[۴۸]
6. در روزهای ۱۱ بهمن، ۱۵ بهمن، ۲۷ بهمن و ۲۹ بهمن ۱۳۹۹ کارگران بازنشسته در اعتراض به پایین بودن دستمزدشان در برخی از شهرهای ایران، گردهمایی‌هایی اعتراضی برگزار کردند.[۴۹]
7. در اردیبهشت ۱۴۰۰، کارگران معدن آسمینون شهرستان منوجان (کرمان) در دومین روز تجمع خود در اعتراض به پرداخت نشدن دستمزدها و حق بیمه‌شان، راه کهنوج-بندرعباس را مسدود کردند.[۵۰]
8. در روز کارگر (۱۱ اردیبهشت) ۱۳۹۸، دو گردهمایی اعتراضی برگزار شد.[۵۱]
9. در سال ۱۳۹۸ و در روز جهانی کارگر (۱۱ اردیبهشت)، با حملهٔ نیروهای امنیتی جمهوری اسلامی به کارگران معترض در جلو مجلس شورای اسلامی سرکوب شد.[۵۲]
10. در همهٔ ماه‌های سال ۱۳۹۷ (از فروردین تا اسفند)، اعتراضات و اعتصابات کارگری، روی داد.[۵۳]
11. در ۲ فروردین ۱۳۹۶، کارگران یکی از کارخانه‌های سیمان، به دلیل پرداختن نشدن مزد ۱۲ ماه کاری‌شان اعتراض کردند.[۲۲]
12. در اردیبهشت ۱۳۹۶، شماری از کارگران بخش صنعت شرکت نیشکر هفت‌تپه، تجمعی اعتراضی بر پا کردند.[۲۲]
13. در ۲۸ اردیبهشت ۱۴۰۰ نیز دست‌کم، ۸ گردهمایی اعتراضی، برگزار شد.[۵۴]

## شعارهای معترضان
«کارگران جهان، متحد شوید؛ شما چیزی برای از دست دادن ندارید به جز زنجیرهایتان»! «یکی از شعارهای معروف جنبش‌های کارگری جهان»

1. اسلام رو پله کردین، مردم رو ذله کردین.[۵۶]
2. تنها راه رهایی از سفره‌های خالی، فریاد در خیابان.[۵۷]
3. سوریه را رها کن، فکری به حال ما کن.[۵۶]
4. من کاوه آهنگرم، تاب ستم نیاورم.[۵۶]
5. کارگر زندانی، آزاد باید گردد.[۵۶]
6. کارگر هفت‌تپه، آزاد باید گردد.[۵۶]
7. عزا عزاست امروز، روز عزاست امروز؛ زندگی کارگر، رو به فناست امروز.[۲۲]
8. گرانی، تورم، سزای رأی مردم.[۵۶]
9. ننگ ما، صدا و سیمای ما.[۵۶]
10. همشهری با غیرت حمایت حمایت.[۵۸][۳۵]
11. دولت، مافیا، پیوندتان مبارک.[۵۹][۳۵]
12. ما کارگران فولاد، علیه ظلم و بیداد، می‌جنگیم می‌جنگیم.[۳۵]

## واکنش‌ها به سرکوب اعتراضات کارگران
1. دیده‌بان حقوق بشر از رویارویی‌های امنیتی با فعالان کارگری و معلمان در ایران، انتقاد کرد.[۶۰]
2. در آذر ۱۳۸۵، ده نهاد ایرانی مدافع حقوق کارگران در خارج از کشور، با انتشار بیانیه‌ای مشترک، ضمن محکوم کردن رفتارهای ضد کارگری رژیم جمهوری اسلامی، از پشتیبانان زحمتکشان در سراسر جهان درخواست کردند که به دفاع از حقوق پایمال شدهٔ کارگران ایران برخیزند.[۶۱]
3. «اتحاد بین‌المللی در حمایت از کارگران در ایران» در بیانیه‌ای، سرکوب اعتراضات کارگران و بازنشستگان در ۱۷ اسفند ۱۳۹۹ و در چند شهر ایران را محکوم کرد.[۶۲]

## کنشگران کارگری مخالف با جمهوری اسلامی
فهرست نام‌های برخی از کنشگران جنبش کارگری مخالف با حکومت جمهوری اسلامی (به ترتیب حروف الفبا):
1. اسماعیل بخشی؛
2. شاهرخ زمانی؛
3. جعفر عظیم‌زاده؛
4. ندا ناجی.

## ارگان‌ها
- کانون مدافعان حقوق کارگر